# علي ياقوت
علي يوسف ياقوت (7 أغسطس 1998) لاعب كرة قدم بحريني يلعب حاليا لصالح نادي الدرجة الأولى الرفاع الشرقي البحريني في مركز الجناح الأيمن من 2016.